# Britisch-Betschuanaland
Britisch-Betschuanaland (englisch: British Bechuanaland) war eine britische Kronkolonie im südlichen Afrika.
Die Kolonie umfasste das Gebiet südlich des Molopo-Flusses und das Land westlich davon bis zum Zusammenfluss des Molopo mit dem Oranje. Nördlich und westlich grenzte das zeitgleich errichtete britische Protektorat Betschuanaland und südlich die Südafrikanische Republik an. Das Gebiet wurde später Teil der Südafrikanischen Union und gehört nun zur Republik Südafrika.

## Geschichte
Die von britischen Truppen unter dem Befehl von Charles Warren besetzten Vereinigten Staaten von Stellaland wurden am 30. September 1885 annektiert und zur Kolonie Britisch-Betschuanaland. Der Sitz der Kolonialverwaltung befand sich in Mafikeng.
Am 16. November 1895 wurde die Kolonie mit der britischen Kapkolonie vereinigt.

## Militärkommandant
- Frederick Carrington, 1. September 1885 bis 23. Oktober 1885[2]

## Administrator
- Sidney Godolphin Alexander Shippard, 23. Oktober 1885 bis 16. November 1895[2]